# Oklahoma City Thunder 2011-2012

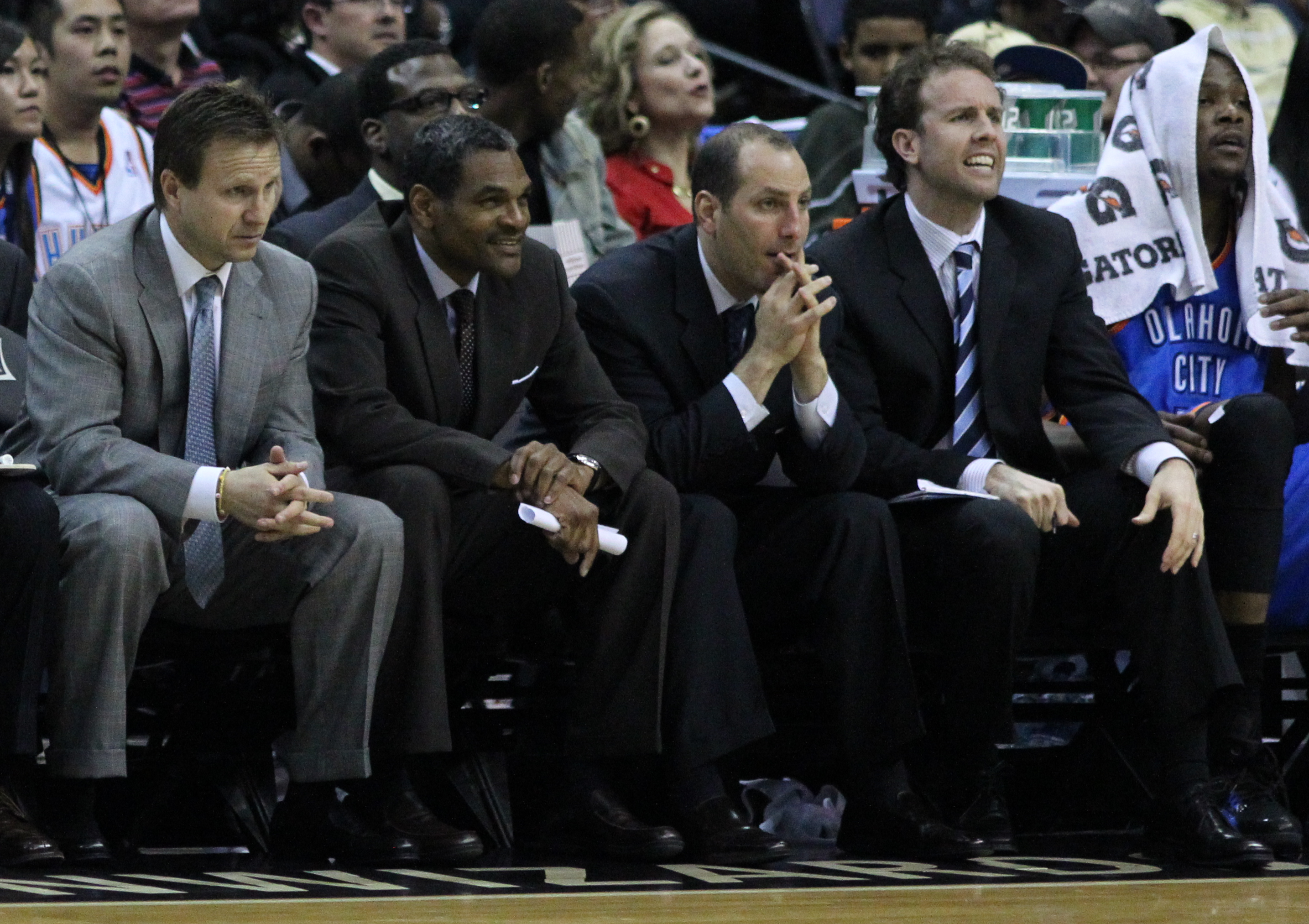
Lo staff 2011-2012 dei Thunder

La stagione 2011-12 degli Oklahoma City Thunder fu la 45ª nella NBA per la franchigia.
Gli Oklahoma City Thunder hanno vinto la Northwest Division della Western Conference con un record di 47-19. Nei play-off hanno vinto al primo turno con i Dallas Mavericks (4-0), nella semifinale di conference con i Los Angeles Lakers (4-1), nella finale di conference con i San Antonio Spurs (4-2).
I Thunder hanno poi perso il titolo, nella serie finale contro i Miami Heat.

## Western Conference
| Squadra             | V  | P  | %    | GB |
| ------------------- | -- | -- | ---- | -- |
| Oklahoma Thunder    | 47 | 19 | 71,2 | -  |
| Denver Nuggets      | 38 | 28 | 57,6 | 9  |
| Utah Jazz           | 36 | 30 | 54,5 | 11 |
| Portland T. Blazers | 28 | 38 | 42,4 | 19 |
| Minnesota T'wolves  | 26 | 40 | 39,4 | 21 |

## Roster
| \| Pos. \| Num. \| Naz. \| Nome \| Altezza \| Peso \| Data nascita \| Provenienza \| \| ---- \| ---- \| ---- \| ------------------ \| ------- \| ------ \| ------------ \| ------------------------------------ \| \| C \| 45 \| \| Aldrich, Cole \| 211 cm \| 111 kg \| 31-10-1988 \| Kansas \| \| A \| 4 \| \| Collison, Nick \| 206 cm \| 116 kg \| 26-10-1980 \| Kansas \| \| G \| 14 \| \| Cook, Daequan \| 196 cm \| 93 kg \| 28-04-1987 \| Ohio State \| \| A \| 35 \| \| Durant, Kevin \| 206 cm \| 98 kg \| 29-09-1988 \| Texas \| \| G \| 37 \| \| Fisher, Derek \| 185 cm \| 95 kg \| 09-08-1974 \| Arkansas–Little Rock \| \| G \| 13 \| \| Harden, James \| 196 cm \| 100 kg \| 26-08-1989 \| Arizona State \| \| A \| 11 \| \| Hayward, Lazar \| 198 cm \| 102 kg \| 26-11-1986 \| Marquette \| \| A \| 9 \| \| Ibaka, Serge \| 208 cm \| 107 kg \| 18-09-1989 \| CB L'Hospitalet (Spain) \| \| G \| 7 \| \| Ivey, Royal \| 191 cm \| 91 kg \| 20-12-1981 \| Texas \| \| G \| 15 \| \| Jackson, Reggie \| 191 cm \| 94 kg \| 16-04-1990 \| Boston College \| \| G \| 6 \| \| Maynor, Eric \| 191 cm \| 79 kg \| 11-06-1987 \| Virginia Commonwealth \| \| C \| 8 \| \| Mohammed, Nazr \| 208 cm \| 100 kg \| 05-09-1977 \| Kentucky \| \| C \| 5 \| \| Perkins, Kendrick \| 208 cm \| 127 kg \| 10-11-1984 \| Ozen High School (Texas) \| \| G \| 2 \| \| Sefolosha, Thabo \| 196 cm \| 98 kg \| 02-05-1984 \| Edilnol Pallacanestro Biella (Italy) \| \| G \| 0 \| \| Westbrook, Russell \| 191 cm \| 85 kg \| 12-11-1988 \| UCLA \| | Allenatore - Scott Brooks Assistente/i - Maurice Cheeks (Vice-allenatore) - Rex Kalamian (Vice-allenatore) - Mark Bryant (Vice-allenatore) - Brian Keefe (Vice-allenatore) - Maz Trakh (Vice-allenatore per lo sviluppo dei giocatori) - Dwight Daub (Preparatore fisico) - Joe Sharpe (Preparatore atletico) Legenda - (C) Capitano - (FA) Free agent - (S) Sospeso - (TW) Contratto Two-way - (GL) Assegnato a squadra G League affiliata - Infortunato Roster • Transazioni · Ultima transazione: 24 giugno 2012 |                                               |                    |         |        |              |                                      |
| Pos. | Num. | Naz.                                          | Nome               | Altezza | Peso   | Data nascita | Provenienza                          |
| C | 45 | Stati Uniti (bandiera)                        | Aldrich, Cole      | 211 cm  | 111 kg | 31-10-1988   | Kansas                               |
| A | 4 | Stati Uniti (bandiera)                        | Collison, Nick     | 206 cm  | 116 kg | 26-10-1980   | Kansas                               |
| G | 14 | Stati Uniti (bandiera)                        | Cook, Daequan      | 196 cm  | 93 kg  | 28-04-1987   | Ohio State                           |
| A | 35 | Stati Uniti (bandiera)                        | Durant, Kevin      | 206 cm  | 98 kg  | 29-09-1988   | Texas                                |
| G | 37 | Stati Uniti (bandiera)                        | Fisher, Derek      | 185 cm  | 95 kg  | 09-08-1974   | Arkansas–Little Rock                 |
| G | 13 | Stati Uniti (bandiera)                        | Harden, James      | 196 cm  | 100 kg | 26-08-1989   | Arizona State                        |
| A | 11 | Stati Uniti (bandiera)                        | Hayward, Lazar     | 198 cm  | 102 kg | 26-11-1986   | Marquette                            |
| A | 9 | Spagna (bandiera) · Rep. del Congo (bandiera) | Ibaka, Serge       | 208 cm  | 107 kg | 18-09-1989   | CB L'Hospitalet (Spain)              |
| G | 7 | Stati Uniti (bandiera)                        | Ivey, Royal        | 191 cm  | 91 kg  | 20-12-1981   | Texas                                |
| G | 15 | Stati Uniti (bandiera)                        | Jackson, Reggie    | 191 cm  | 94 kg  | 16-04-1990   | Boston College                       |
| G | 6 | Stati Uniti (bandiera)                        | Maynor, Eric       | 191 cm  | 79 kg  | 11-06-1987   | Virginia Commonwealth                |
| C | 8 | Stati Uniti (bandiera)                        | Mohammed, Nazr     | 208 cm  | 100 kg | 05-09-1977   | Kentucky                             |
| C | 5 | Stati Uniti (bandiera)                        | Perkins, Kendrick  | 208 cm  | 127 kg | 10-11-1984   | Ozen High School (Texas)             |
| G | 2 | Svizzera (bandiera)                           | Sefolosha, Thabo   | 196 cm  | 98 kg  | 02-05-1984   | Edilnol Pallacanestro Biella (Italy) |
| G | 0 | Stati Uniti (bandiera)                        | Westbrook, Russell | 191 cm  | 85 kg  | 12-11-1988   | UCLA                                 |